# Кобеляцький ґебіт
Кобеля́цький ґебі́т, окру́га Кобеля́ки (нім. Kreisgebiet Kobeljaki) — адміністративна одиниця Генеральної округи Київ Райхскомісаріату Україна під час німецької окупації Української РСР протягом Німецько-радянської війни. Адміністративним центром ґебіту було місто Кобеляки.
Ґебіт утворено 1 вересня 1942 року на території Полтавської області. Формально існував до 1944 року. Охоплював територію трьох тодішніх районів Полтавської області: Кишеньківського, Кобеляцького і Козельщинського — та, відповідно, поділявся на три райони (нім. Rayons): Кишеньки (Rayon Kischenki), Кобеляки (Rayon Kobeljaki) і Козельщина (Rayon Koselschtschina),  межі яких збігалися з тогочасним радянським адміністративним поділом. При цьому зберігалася структура адміністративних і господарських органів УРСР. Всі керівні посади в ґебітах обіймали німці, головним чином з-поміж тих, що не підлягали мобілізації до вермахту. Лише старостами районів і сіл призначалися лояльні до окупантів місцеві жителі або фольксдойчі.